# 607 (альбом)
«607» — четвёртый студийный альбом российской англоязычной группы Plazma, которая на момент выхода своих первых двух альбомов — Falling in Love (1991) и Prologue (1998) — носила название Slow Motion. Записывался в период между 2001 и 2002 годами на студии Дмитрия Маликова. Вышел в продажу 11 ноября 2002 года. Был переиздан в 2004 году под названием Six Zero Seven — New Version с изменёнными аранжировками песен, а также новым синглом The Power of Your Spell.

## История создания

### «607»
Альбом «607» был записан в период между 2001 и 2002 годами на студии продюсера группы Дмитрия Маликова под лейблом CD Land Records. Презентация прошла 13 ноября 2002 года в картинг-клубе «Синяя река». Значение цифр в названии до сих пор держится в тайне.
Альбом был выпущен в двух вариантах. В первый — более дешёвый — вошли 11 новых песен; во второй — более дорогой — помимо основного материала были также включены 2 бонус-трека, записанных ещё в 1994 году: «Never Say Die» и «Go Home».

### Six Zero Seven — New Version
31 января 2004 года альбом «607» был переиздан компанией CD Land Records под названием Six Zero Seven — New Version. Как написано на самом альбоме, метаморфоза с названием понадобилась для того, чтобы избежать путаницы. В переизданном варианте были обновлены аранжировки песен, а также добавлены новая композиция The Power Of Your Spell и два бонус-трека, которые ранее были доступны только обладателям более дорогого первого издания альбома «607»

## Критика
В критической статье 2002 года, опубликованной в «Музыкальной газете» даётся такая оценка альбому «607»:

…альбом «607» производит впечатление крепкой записи с приличными аранжировками и запоминающимися мелодиями.

Слабых песен на альбоме нет.

Критик отмечает влияние на альбом евро-попа и сравнивает его с творчеством Modern Talking, A-Ha, Alphaville.
Другой критик Иван Чернявский, разместивший свою рецензию на альбом Six Zero Seven — New Version на портале «Шоумедиа. Ру», отметил, что сам альбом и его переиздание представляют собой более серьёзный материал, по сравнению с дебютным диском Take My Love:

Загадочная, начиная со своего названия (расшифровывать которое музыканты отказываются до сих пор), и растасканная на радиохиты пластинка имеет гораздо более глубокое наполнение, чем можно подумать, вспомнив первый диск группы.

Также Иван Чернявский отмечает стилистическую разносторонность альбома, включающий в себя как лёгкие танцевальные композиции, так и достаточно сложные и серьёзные вещи: например такие, как Listen To The Rain — выполненная в фолк-стиле — и A Bit Of Perfection:

…по большому счёту, на диске нет проходных песен. Он не идеален, его нельзя адекватно воспринимать целиком — здесь представлены песни для людей, ищущих в музыке разные вещи.

Также Чернявский отмечает возможное влияние на работу коллектива их прошлое сотрудничество с рок-группой Casus Belli.
Артём Рондарев из музыкального журнала Play положительно оценил пластинку, отметив разнообразие в мелодиях и «достаточно уместное» использование «отечественных фольклорных мотивов». По мнению Рондарева, группа пришла к «полному соответствию задач и результата» при создании своей музыки, замешанной на «клубно-танцевальной основе».

## Список композиций
Альбом 607
1. You’ll Never Meet An Angel
2. 607
3. Listen To The Rain
4. You Know (My Recent Disease)
5. Lonely
6. One Caress
7. A Bit Of Perfection
8. Forever Young
9. I’ll Be Your Lucky Love
10. An Ordinary Miracle
11. Listen To The Wind
12. Never Say Die [бонус]
13. Go Home [бонус]

В переиздание под названием Six Zero Seven — New Version с новыми аранжировками перед бонус треками вошёл новый сингл The Power Of Your Spell.

## Участники записи
- Вокал: Роман Черницын
- Бэк-вокал: Максим Постельный, а также И. Брылин — A Bit Of Perfection, В. Патрик и С. Фролов — кроме Never Say Die
- Музыка: Plazma;
- Слова: Роман Черницын;
- Аранжировщик: Максим Постельный при участии В. Мухина, кроме бонус-треков;
- Гитара: В. Мухин; В. Коннов — кроме A Bit Of Perfection, Д. Плебейский — Never Say Die, Go Home;
- Сведение: В. Мухин при участии Plazma, О. Бондаренко и Plazma — Never Say Die, Go Home;
- Мастеринг: А. Субботин

## Видеоклипы
| Год  | Название                   | Режиссёр          |
| ---- | -------------------------- | ----------------- |
| 2001 | Lonely                     | Ирина Миронова    |
| 2002 | You’ll Never Meet an Angel | Олег Гусев        |
| 2003 | A Bit of Perfection        | Михаил Хлебородов |